# Rudolf Seiffert

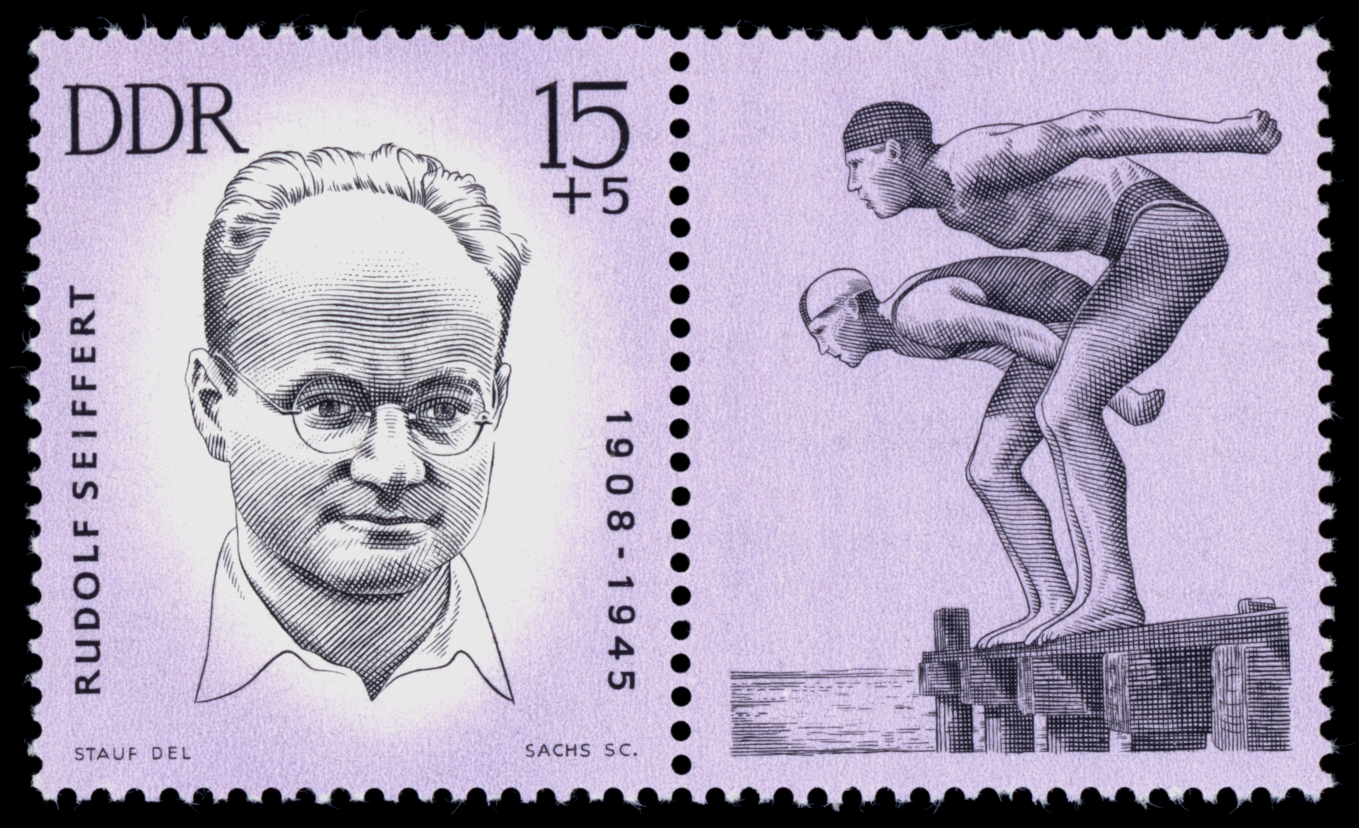
Seiffert auf einer Briefmarke der Deutschen Post der DDR (1963).

Rudolf Seiffert (* 11. Juli 1908 in Charlottenburg; † 29. Januar 1945 in Brandenburg-Görden) war ein deutscher Kommunist, Arbeitersportler und Widerstandskämpfer gegen den Nationalsozialismus.

## Leben
Seiffert, Sohn eines Bäckers, arbeitete als Rohrleger. Er war schon als Lehrling Mitglied des Arbeitersportvereins „Fichte“ in Berlin-Wedding und gehörte in der Hauptstadt zu den bekanntesten Langstreckenschwimmern.
1926 schloss er sich dem Kommunistischen Jugendverband (KJVD) und der Kommunistischen Partei Deutschlands (KPD) an. Im Frühjahr 1929 wurde er während einer Protestveranstaltung des KJVD durch den Wedding von Polizeikugeln so schwer verletzt, dass dem 20-Jährigen das linke Bein amputiert werden musste. Bis 1933 war er für die KPD in Berlin-Wedding tätig. Aufgrund seiner Invalidität war er lange Zeit arbeitslos. Erst 1936 fand er zunächst als Hilfsarbeiter und dann als Revisor eine Beschäftigung bei den Siemens & Halske-Werken in Berlin-Siemensstadt.
Später war er dort Leiter einer illegalen Betriebsgruppe. Die Betriebsgruppe gehörte während des Zweiten Weltkriegs zu der von den Kommunisten Anton Saefkow, Franz Jacob und Bernhard Bästlein geleiteten Widerstandsorganisation. Seiffert war der Verbindungsmann im Betrieb zur Leitung der Saefkow-Jacob-Bästlein-Organisation. Unterstützt von dem Kommunisten Egmont Schultz nahm Seiffert Kontakt zu weiteren Hitlergegnern auf, die in anderen Betriebsteilen des Konzerns arbeiteten. Es gelang ihnen, neue Mitstreiter zu gewinnen. Seiffert stellte zudem seine Wohnung für Beratungen zur Verfügung, unterstützte illegal Lebende mit Lebensmittelmarken sowie Geld und half, die von der Organisation herausgegebenen „Soldatenbriefe“ an Feldpostadressen zu versenden und unter Wehrmachtsangehörigen, die in Berlin stationiert waren, zu verteilen.
Am 19. September 1944 wurde Seiffert verhaftet. Gemeinsam mit Josef Höhn und Egmont Schultz wurde er am 18. Dezember 1944 vom Volksgerichtshof zum Tode verurteilt und am 29. Januar 1945 im Zuchthaus Brandenburg-Görden durch das Fallbeil hingerichtet.

## Ehrungen
- Nach Rudolf Seiffert sind in Berlin-Fennpfuhl eine Straße (ab 1975) und ein Park benannt. Zu DDR-Zeiten gab es darüber hinaus die Rudolf-Seiffert-Oberschule in Berlin-Lichtenberg.
- Die Deutsche Post der DDR gab 1963 zu Ehren Seifferts eine Sondermarke heraus.
- In Genua wird Rudolf Seiffert stellvertretend für den deutschen Widerstand gegen den Nationalsozialismus im Museo della Resistenza Europea geehrt. Das Museum ist im Kellergeschoss des ehemaligen Gestapo-Hauptquartiers von Genua untergebracht.[2]